# Einar Rossbach
Einar Rossbach (Porsgrunn, 20 ottobre 1964) è un ex calciatore norvegese, di ruolo portiere.

## Biografia
È il padre di Sondre Rossbach, anch'egli portiere professionista.

## Carriera

### Club
Rossbach giocò per Urædd, Pors Grenland (per tre volte), HamKam, Tromsø, Lyn Oslo, Odd Grenland, Silkeborg e Tollnes. Vinse il premio Kniksen nel 1990 come miglior portiere del campionato.
Dopo essersi ritirato nel 1995, effettuò un primo ritorno nel 1999, nel Tollnes. Il secondo rientro fu datato 2004, nel Pors Grenland.

### Nazionale
Rossbach giocò 19 incontri per la Norvegia under 21. Debuttò il 23 maggio 1984, nella vittoria per 2-1 sull'Ungheria under 21.
Vestì la maglia della Nazionale maggiore in 6 circostanze. Esordì il 7 novembre 1990, nella vittoria per 3-1 sulla Tunisia.

## Palmarès

### Individuale
- Premio Kniksen: 1

1990